# Erzgießerei-Maler

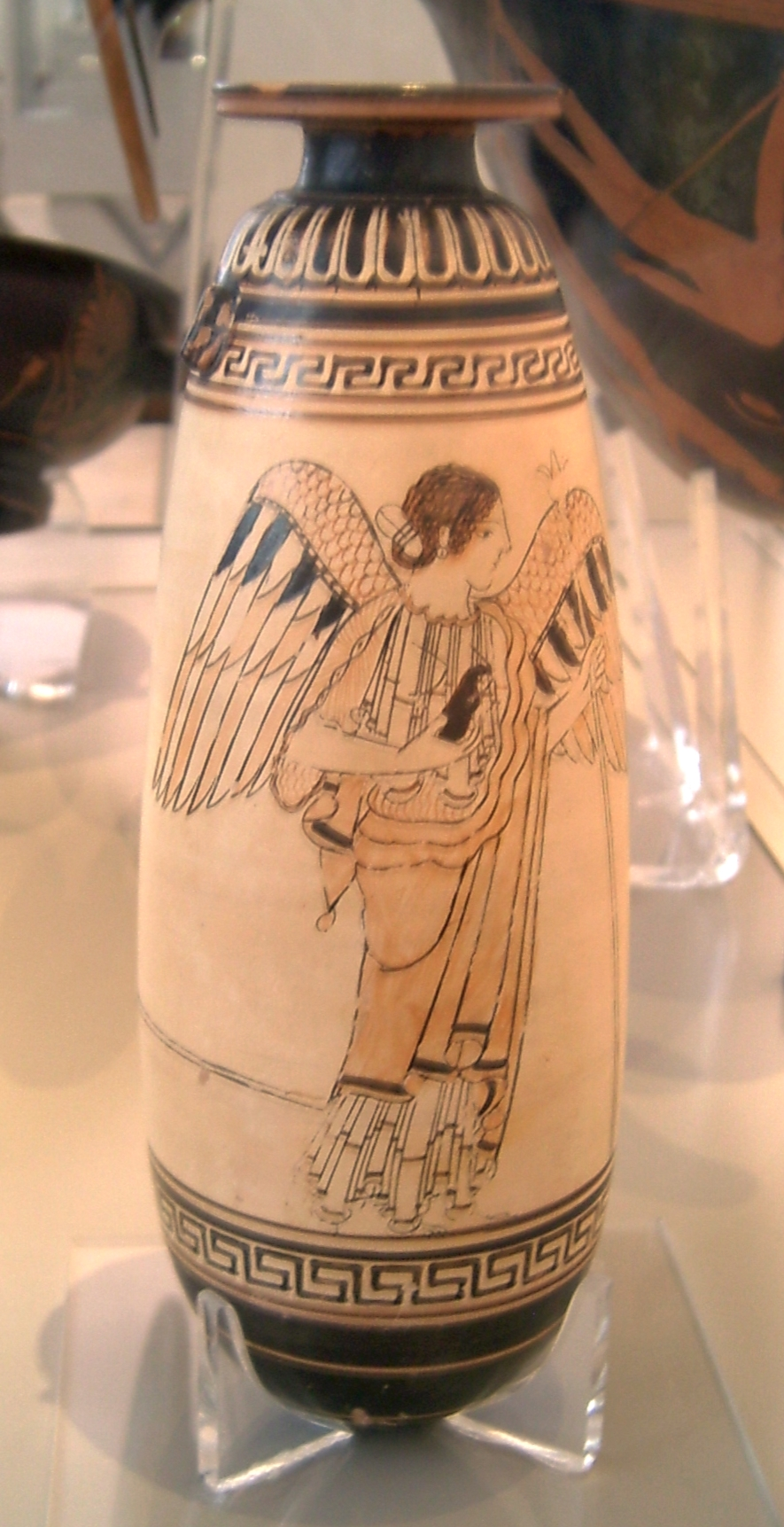
Nike und ein Athlet, weißgrundiges Alabastron aus dem Umkreis des Erzgießerei-Malers, um 480 v. Chr., gefunden in Tanagra, Antikensammlung Berlin

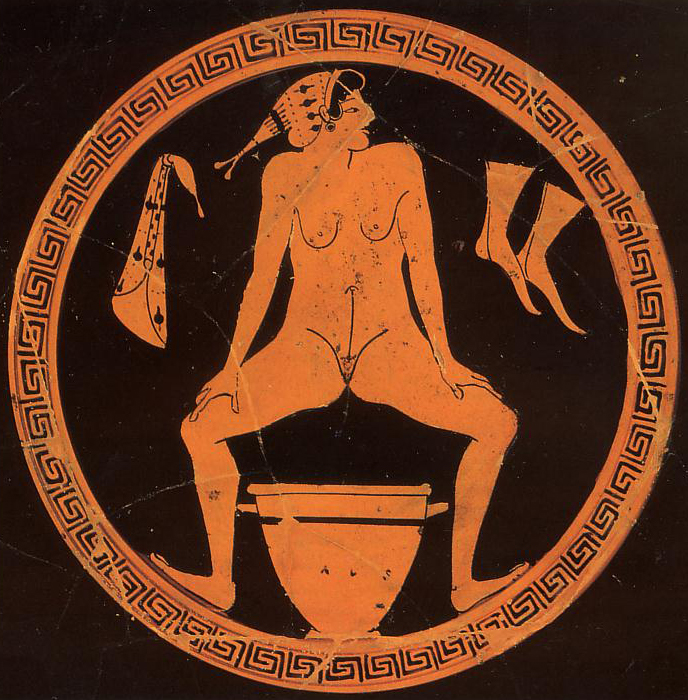
Hetäre uriniert in ein Gefäß, Tondo einer Kylix „in der Art des Erzgießerei-Malers“, um 480 v. Chr., Antikensammlung Berlin

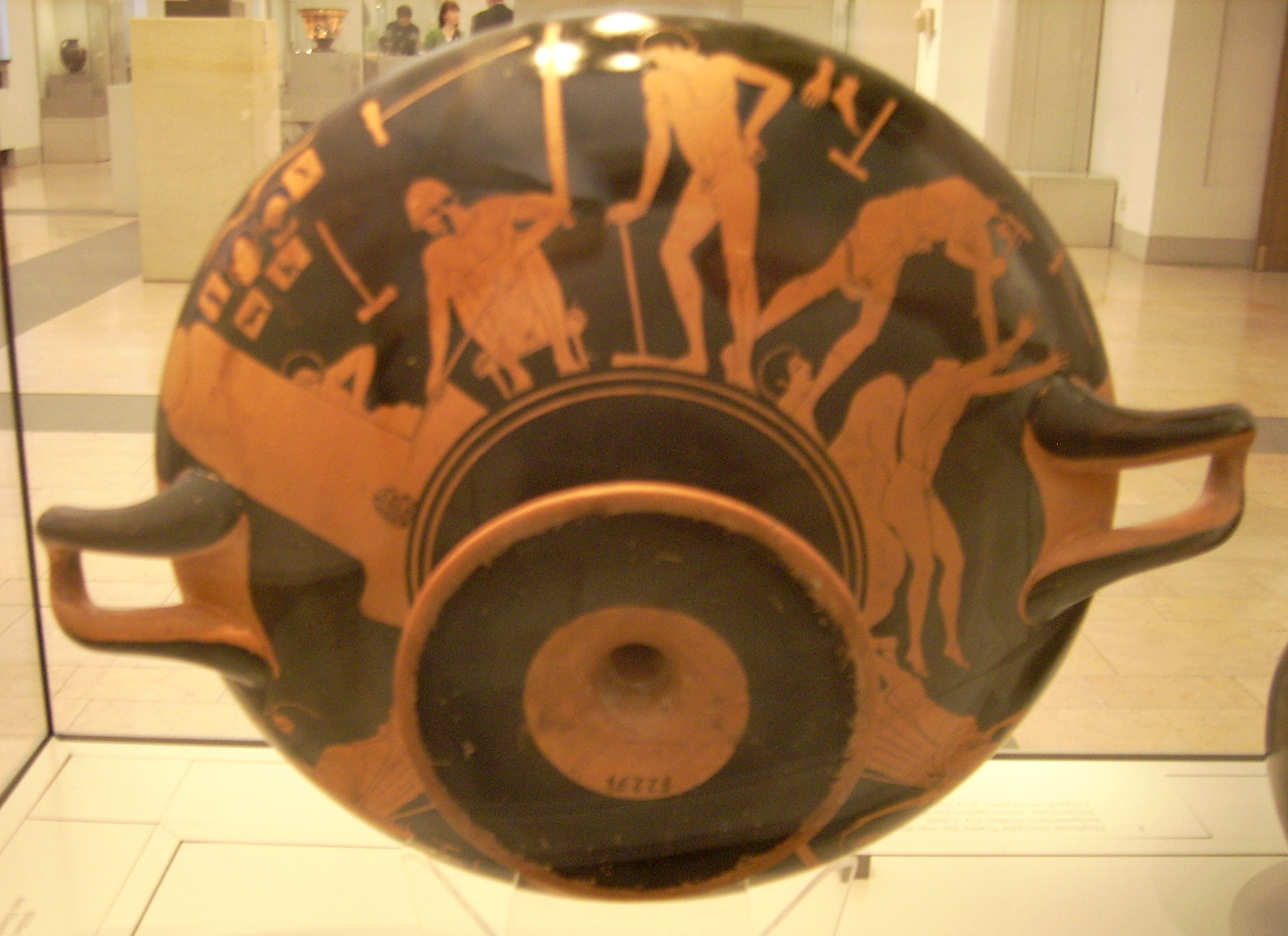
Namenvase

Der Erzgießerei-Maler, auch Foundry Painter, war ein attisch-rotfiguriger Vasenmaler der Spätarchaik, der im ersten Drittel des 5. Jahrhunderts v. Chr. wirkte. Er bemalte vor allem Trinkschalen. Einige seiner Werke führte er im weißgrundigen Stil aus. Bei der Bezeichnung handelt sich um einen Notnamen.
Der Erzgießerei-Maler arbeitete neben einigen anderen nennenswerten Vasenmalern wie dem Briseis-Maler und dem Dokimasia-Maler in der Werkstatt eines der bedeutendsten Vertreter der spätarchaischen rotfigurigen Vasenmalerei, des Brygos-Malers. Er war weniger produktiv als sein Meister, doch stand er ihm künstlerisch kaum nach. In seinem Themenrepertoire und in seinem Stil stand er in Tradition des Brygos-Malers, der offenbar großen Einfluss darauf bei seinen Mitarbeitern hatte. Sein Stil unterscheidet sich dennoch in bestimmten Details, so wurden seine Arbeiten in der Wertung von John D. Beazley als kraftvoll und manchmal sogar brutal beurteilt.
Die Figuren wirken schwerer im Aufbau, die Gesichter meist skizzenhafter. Seine Figuren sind gut beobachtet und oftmals nicht ohne Humor gezeigt. Darunter findet man tölpelhafte Liebhaber, dralle Hetären, bestürzte Wüstlinge. Zudem zeigt er Versuche, Körperbehaarungen darzustellen und Muskeln besonders hervorzuheben. Als einer der wenigen spätarchaischen Vasenmaler versucht er auch, mit Schattierungen zu arbeiten.
Vor allem die Symposienbilder stehen in direktem Zusammenhang mit den Arbeiten des Brygos-Malers, auch wenn er vor allem in Details eigene Sichtweisen einbringt. Auch seine Mythenszenen sind nicht selten originell zu nennen. Doch von besonderer Bedeutung sind seine Bilder aus dem Alltagsleben. So gibt es eine Schale, auf der er einen Bildhauer bei der Arbeit zeigt, beaufsichtigt von der Göttin Athene.
Seine wohl bekannteste Arbeit ist seine Namenvase aus der Antikensammlung Berlin. Hier stellt er auf der Außenseite einer Kylix eine Bronzebildnerwerkstatt dar. Diese Erzgießerei-Schale ist damit eines der wenigen Zeugnisse für die antike Metallverarbeitung.